# Solenysa longqiensis
Espèce
Solenysa longqiensis est une espèce d'araignées aranéomorphes de la famille des Linyphiidae.

## Distribution
Cette espèce se rencontre en Chine au Fujian et à Taïwan,.

## Description
Le mâle décrit par Tu et Li en 2006 mesure 1,47 mm.

## Étymologie
Son nom d'espèce, composé de longqi et du suffixe latin -ensis, « qui vit dans, qui habite », lui a été donné en référence au lieu de sa découverte, le mont Longqi.

## Publication originale
- Li & Song, 1992 : On two new species of soil linyphiid spiders from China (Araneae: Linyphiidae: Erigoninae). Acta arachnologica sinica, vol. 1, no 1, p. 6-9.